# Fabio Merigo
Fabio Merigo, noto anche con lo pseudonimo di Sir (...), è un chitarrista italiano, ex membro e cofondatore della band Reggae National Tickets, attualmente in forza al gruppo Giuliano Palma & the Bluebeaters.

## Carriera
La sua carriera inizia nel 1993, quando, assieme al cantante siciliano Alberto D'Ascola, conosciuto come Stena, fonda la band Reggae National Tickets. La band pubblica un demo nel 1994 e 5 album in un periodo che va dal 1996 al 2000. Con i RNT ottiene un grande successo, arrivando a suonare su palchi importanti come il Reggae Sunsplash ad Ocho Rios, in Giamaica e al Reggae Sumfest, suonando in compagnia dei Morgan Heritage, degli Steel Pulse e dei Third World.
La svolta arriva nel 2001, dopo l'album Roof Club, con lo scioglimento della band. Dopo quest'avventura collabora con il cantante Tricarico nell'album Frescobaldo nel recinto, a cui collabora anche il tastierista Patrick Benifei, allora nei Casino Royale. Dopo questa collaborazione entra in pianta stabile nella band Giuliano Palma & the Bluebeaters, dove partecipa agli album Long Playing nel 2005, Boogaloo (2007) e Combo (2009), all'interno del quale è contenuta la canzone Dentro tutti i miei sogni, inedito dei Bluebeaters di cui Fabio è autore.

## Discografia

### Con i Reggae National Tickets
- 1996 - Squali
- 1997 - Un affare difficile
- 1998 - Lascia un po' di te
- 1999 - La isla
- 2000 - Roof Club

### Con i Blubeaters
- 2005 - Long Playing
- 2007 - Boogaloo
- 2009 - Combo

## Premi e riconoscimenti
- 1994 - Miglior Demotape Emergente di Radio Popolare. (con il demotape Metropoli selvaggia dei Reggae National Tickets)
- 1995 - Arezzo Wave Emergenti del Arezzo Wave. (con i Reggae National Tickets)
- 1998 - Italian Reggae Ambassador del Rototom Sunsplash. (con i Reggae National Tickets)